# Ectemnonotum nitidicolle
Ectemnonotum nitidicolle är en insektsart som beskrevs av Schmidt 1911. Ectemnonotum nitidicolle ingår i släktet Ectemnonotum och familjen spottstritar. Inga underarter finns listade i Catalogue of Life.